# Wichlinghausen-Süd
Das Wuppertaler Wohnquartier Wichlinghausen-Süd ist eines von fünf Quartieren des Stadtbezirks Oberbarmen. Es umfasst den südlichen Teil des Stadtteils Wichlinghausen.

## Geographie
Das 0,77 km² große Wohnquartier liegt im Nordosten Wuppertals und wird im Osten und Süden von der stillgelegten Wuppertaler Nordbahn, im Westen von der Westkotter Straße und im Norden von den Straßen Westkotter Straße, Oststraße und Am Diek begrenzt. 
Wichlinghausen-Süd wird im Osten und Süden von dem Wohnquartier Oberbarmen-Schwarzbach, im Westen von dem Wohnquartier Sedansberg und im Norden von dem Wohnquartier Wichlinghausen-Nord umgeben.
Zwei Gemeinschaftsgrundschulen und eine Hauptschule sind ein Teil der Infrastruktur.
Zu den Wohnplätzen und Ortslagen im Wohnquartier zählt Westkotten.